# Tilly (Werbefigur)
Tilly (auch: Tante Tilly) war eine Werbefigur, die von 1966 bis 1992 von der Firma Colgate-Palmolive in der Fernsehwerbung verwendet wurde. Dabei war Tilly der deutsche Name der Figur, der auch in Österreich und der Schweiz benutzt wurde. In den USA und Kanada war die Figur als Madge bekannt, in Frankreich als Françoise und in Dänemark als Marisa.
Jan Miner verkörperte die Figur der Mitarbeiterin eines Kosmetiksalons 26 Jahre lang und warb mit dem Werbespruch „You're soaking in it“ („Sie baden gerade Ihre Hände darin“) für Palmolive-Spülmittel. Dabei empfing sie als Mitarbeiterin eines Kosmetiksalons ihre Kundinnen, die sich über die vom Spülen rau gewordene Haut ihrer Hände beklagten. Mit dem erwähnten Spruch darauf aufmerksam gemacht, dass das Bad, in dem die Kundin zur Vorbereitung der Maniküre gerade ihre Hände badete, Palmolive enthalte, zog die Kundin erschrocken die Hand zurück – wurde aber gleich von Tilly beruhigt, dass Palmolive die Hände sogar beim Spülen pflege.
Als Fachfrau, die dem Verbraucher die Vorteile der Anwendung eines bestimmten Haushaltsprodukts erklärt, wobei vornehmlich Hausfrauen die Zielgruppe darstellen, ähnelt die Figur Tillys der Klementine von Ariel, die ebenfalls lange genutzt wurde. Sie repräsentiert den Werbetyp der „weisungsbefugten“ (Schwieger-)Mutter, die ihre weibliche Alterserfahrung an jüngere Frauengenerationen weitergibt.
In den USA wurde die klassische Figur in Fernsehspots der Handelskette A&W später wieder aufgegriffen, die damit für ihr Root Beer warb, in dem Madge ihre Finger einweichte.